# Euxoa subdistinguenda
Euxoa subdistinguenda är en fjärilsart som beskrevs av Corti 1926. Euxoa subdistinguenda ingår i släktet Euxoa och familjen nattflyn. Inga underarter finns listade i Catalogue of Life.